# Sakaryaspor
Sakaryaspor är ett fotbollslag från Adapazarı, Turkiet. Klubben har vid flera tillfällen spelat i den turkiska högstadivisionen, men spelar år 2015 i den fjärde divisionen.
Sakaryaspor segrade i den turkiska cupen år 1988.